# Listrognathus heinrichi
Listrognathus heinrichi är en stekelart som beskrevs av Kamath 1968. Listrognathus heinrichi ingår i släktet Listrognathus och familjen brokparasitsteklar. Inga underarter finns listade i Catalogue of Life.